# Dexmédétomidine
La dexmédétomidine, ou D-médétomidine, est un médicament sédatif α2-agoniste utilisé en anesthésiologie humaine et vétérinaire. Il s'agit de l'énantiomère dextrogyre de la médétomidine. Son énantiomère lévogyre, appelé L-médétomidine ou lévomédétomidine, ne semble avoir aucune propriété pharmacologique, c'est pourquoi la dexmédétomidine est environ deux fois plus puissante que le racémique (mélange des énantiomères) que constitue la médétomidine.

## Mode d'action
La dexmédétomidine agit sur les récepteurs adrénergiques α2 localisés dans le système nerveux central et le cœur. Elle diminue la libération de noradrénaline et provoque une inhibition du système nerveux sympathique. Ainsi, la médétomidine est responsable d'une diminution de la vigilance, de la nociception et du tonus musculaire.
À l'étage cardiaque, elle provoque une bradycardie par un double mécanisme d'inhibition sympathique et d'activation parasympathique.
La dexmédétomidine agit également, mais dans une moindre mesure, sur les récepteurs adrénergiques α1, ce qui provoque une vasoconstriction périphérique et une hypertension. Cette action est observée aux concentrations élevées obtenues par exemple par une administration en bolus ou en perfusion sur une courte durée.
Elle fait également diminuer la production de cytokines en cas de sepsis.
La molécule est beaucoup plus spécifique des récepteurs α2 que des α1 que la clonidine.
Sur des modèles animaux, la molécule protégerait la micro-circulation au niveau du tube digestif, les poumons, les reins et le cœur lors de différents stress.

## Utilisation / Posologie

### Médecine humaine
Il est utilisé, en anesthésie, en tant que sédatif. Il peut être utilisé également en perfusion en réanimation, comme alternative au midazolam ou aux dérivés morphiniques.
Utilisée en péri-opératoire, lors d'une chirurgie vasculaire, elle diminue la mortalité et le risque de survenue d'un infarctus du myocarde. Lors d'une chirurgie cardiaque, elle diminue la mortalité post opératoire et les complications.
La dexmédétomidine est commercialisée en France sous le nom de spécialité de Dexdor 100 microgrammes/ml, solution à diluer pour perfusion depuis le 20 février 2013 par le laboratoire Baxter. Cette spécialité bénéficie d'une AMM européenne en date du 16 septembre 2011 accordé à Orion Corporation Finlande. L'indication d'AMM est la sédation des malades sous respiration mécanique en unité de soins intensifs. Il y a quelques avantages de confort par rapport au traitement de référence qu'est le propofol ou le midazolam, avec une diminution du risque de survenue d'une syndrome délirant,. Elle améliore également la qualité du sommeil durant la sédation.
Une forme sublinguale a été testée avec succès sur états d'agitation chez le patient bipolaire.
L'administration en intranasal peut aider la réalisation de certains actes chez l'enfant ou peut calmer l'agitation des personnes âgées en péri-opératoire.

### Médecine vétérinaire
La dexmédétomidine possède une activité sympatholytique. Elle est utilisée en médecine vétérinaire comme sédatif, analgésique et myorelaxant.
En anesthésiologie, elle est indiquée pour la prémédication et la sédanalgésie. Elle potentialise la narcose et la myorelaxation des anesthésiques halogénés volatils (halothane, isoflurane...).
|       | Indication                  | Posologie        | Voie d'administration |
| Chien | Sédanalgésie                | 375 mg m−2       | IV                    |
| Chien | Sédanalgésie                | 500 mg m−2       | IM                    |
| Chien | Prémédication               | 125 à 375 mg m−2 | IM                    |
| Chat  | Sédanalgésie, prémédication | 40 µg kg−1       | IM                    |

Source : PLUMB D.C. Veterinary Drug Handbook. 6th Ed., Iowa: Blackwell Publishing, 2008, page 363.

## Effets secondaires
La dexmédétomidine provoque une dépression cardio-respiratoire importante à l'origine d'une bradycardie sinusale, de blocs auriculo-ventriculaires et d'une bradypnée dose-dépendantes. Elle induit également une vasoconstriction et une hypertension au début de l'injection, avec diminution des chiffres tensionnels par la suite.
Elle diminue les contractions des muscles lisses : elle freine ainsi la motricité gastro-intestinale et provoque des vomissements et une incontinence urinaire passagère.
En outre, la dexmédétomidine est hypoinsulinémiante et ainsi, secondairement hyperglycémiante, à l'origine d'une glycosurie, surtout chez le chat.
Les α2-agonistes peuvent être utilisés chez le chat comme vomitifs lors d'intoxication aiguë par des toxiques non caustiques.

## Contre-indications

### Contre-indications relatives
- Pédiatrie :
  - Chiots de moins de 6 mois
  - Chatons de moins de 5 mois
- Hyperkaliémie
- Insuffisance rénale
- Diabète non stabilisé

### Contre-indications absolues
- Insuffisances cardiaques
- États de choc
- Insuffisance hépato-cellulaire grave
- Obstacles mécaniques au péristaltisme, urolithiase

## Interactions médicamenteuses
Il est déconseillé d'administrer des anticholinergiques (atropine, glycopyrrolate) pour lutter contre la bradycardie car il existe d'importants risques d'hypertension sévère et d'arythmie[réf. souhaitée].
Certains opioïdes (fentanyl, butorphanol et péthidine) potentialisent les effets secondaires de la médétomidine[réf. souhaitée].
L'administration de propofol après la médétomidine est susceptible d'induire une hypoxémie[réf. souhaitée]. Chez le chat, la dexmédétomidine ne doit pas être administrée en cas d'anesthésie générale à l'enflurane[réf. souhaitée].

## Antagonisation
La dexmédétomidine est antagonisée par des α2-antagonistes, préférentiellement l'atipamézole.

## Médicaments vétérinaires disponibles en France
- DEXDOMITOR® (dexmédétomidine)
- ANTISÉDAN® (atipamézole)

## Référence
1. ↑  Masse molaire calculée d’après « Atomic weights of the elements 2007 », sur www.chem.qmul.ac.uk.
2. ↑  Memis D, Hekimoglu S, Vatan I, Yandim T, Yuksel M, Sut N. Effects of midazolam and dexmedetomidine on inflammatory responses and gastric intramucosal pH to sepsis, in critically ill patients, Br J Anaesth, 2007;98:550–552
3. ↑  Khan ZP, Ferguson CN, Jones RM, Alpha-2 and imidazoline receptor agonists: their pharmacology and therapeutic role, Anaesthesia, 1999;54:146–165
4. ↑  Yeh YC, Sun WZ, Ko WJ, Chan WS, Fan SZ, Tsai JC, Lin TY, Dexmedetomidine prevents alterations of intestinal microcirculation that are induced by surgical stress and pain in a novel rat model, Anesth Analg, 2012;115:46–53
5. ↑  Yang CL, Chen CH, Tsai PS, Wang TY, Huang CJ, Protective effects of dexmedetomidine-ketamine combination against ventilator-induced lung injury in endotoxemia rats, J Surg Res, 2011;167:e273–e281
6. ↑  Gu J, Sun P, Zhao H, Watts HR, Sanders RD, Terrando N, Xia P, Maze M, Ma D, Dexmedetomidine provides renoprotection against ischemia-reperfusion injury in mice, Crit Care, 2011;15:R153
7. ↑  Okada H, Kurita T, Mochizuki T, Morita K, Sato S, The cardioprotective effect of dexmedetomidine on global ischaemia in isolated rat hearts, Resuscitation, 2007;74:538–545
8. ↑  Zhou LJ, Fang XZ, Gao J, Zhangm Y, Tao LJ. Safety and efficacy of dexmedetomidine as a sedative agent for performing awake intubation: a meta-analysis, Am J Ther, 2016;23:e1788-e1800
9. ↑  Keating GM, Dexmedetomidine: a review of its use for sedation in the intensive care setting, Drugs, 2015;75:1119-1130
10. ↑  Wijeysundera DN, Naik JS, Beattie WS, Alpha-2 adrenergic agonists to prevent perioperative cardiovascular complications: a meta-analysis, Am J Med, 2003;114:742–752
11. ↑  Ji F, Li Z, Nguyen H et al. Perioperative dexmedetomidine improves outcomes of cardiac surgery, Circulation, 2013;127:1576-1584
12. ↑  http://www.ema.europa.eu/docs/fr_FR/document_library/EPAR_-_Product_Information/human/002268/WC500115631.pdf
13. ↑  Xia ZQ, Chen SQ, Yao X, Xie CB, Wen SH, Liu KX. Clinical benefits of dexmedetomidine versus propofol in adult intensive care unit patients: a meta-analysis of randomized clinical trials, J Surg Res, 2013;185:833–843
14. ↑  Su X, Meng ZT, Wu X et al. Dexmedetomidine for prevention of delirium in elderly patients after non-cardiac surgery: a randomised, double-blind, placebo-controlled trial, Lancet, 2016;388:1893–1902
15. ↑  Alexopoulou C, Kondili E, Diamantaki E et al. Effects of dexmedetomidine on sleep quality in critically ill patients: a pilot study, Anesthesiology, 2014;121:801–807
16. ↑  Preskorn SH, Zeller S, Citrome L et al. Effect of sublingual dexmedetomidine vs placebo on acute agitation associated with bipolar disorder: a randomized clinical trial, JAMA, 2022;327:727-736
17. ↑  Tervonen M, Pokka T, Kallio M, Peltoniemi O. Systematic review and meta-analysis found that intranasal dexmedetomidine was a safe and effective sedative drug during paediatric procedural sedation, Acta Paediatr, 2020;109:2008-2016
18. ↑  Uusalo P, Seppänen SM, Järvisalo MJ. Feasibility of intranasal dexmedetomidine in treatment of postoperative restlessness, agitation, and pain in geriatric orthopedic patients, Drugs Aging, 2021;38:441-450
19. ↑  http://www.ema.europa.eu/docs/fr_FR/document_library/EPAR_-_Product_Information/veterinary/000070/WC500062500.pdf
20. ↑  Bloor BC, Ward DS, Belleville JP, Maze M. Effects of intravenous dexmedetomidine in humans. II. Hemodynamic changes, Anesthesiology, 1992; 77: 1134–1142